# Pavel Tcherenkov
Pour les articles homonymes, voir Tcherenkov.
Pavel Alekseïevitch Tcherenkov (en russe : Павел Алексеевич Черенков), né le 28 juillet 1904 à Nijniaïa Tchigla, près de Voronej et mort le 6 janvier 1990 à Moscou, est un physicien soviétique. Il est colauréat avec Ilia Frank et Igor Tamm du prix Nobel de physique de 1958 « pour la découverte et l'interprétation de l'effet Tcherenkov ».

## Biographie
Ses parents sont Alekseï et Maria Tcherenkov. En 1930, il se marie avec Maria Poutintseva. Il étudie au département de physique et de mathématique de l'université d'État de Voronej. En 1938, il devient chercheur à l'institut de physique Lebedev.
Tcherenkov est inhumé au cimetière de Novodevitchi à Moscou.

## Recherches
Tcherenkov s'intéresse à ce que l'on appelle de nos jours l'effet Vavilov-Čerenkov. Il était connu depuis 1910 que l'eau, sous l'effet d'une source radioactive, émet un rayonnement bleu. Tcherenkov, avec Sergueï Vavilov, prouve entre 1934 et 1937 que la radiation produite est indépendante de la composition du liquide, ce qui était en désaccord avec la théorie de la fluorescence alors admise pour expliquer ce phénomène. Ses collègues Igor Tamm et Ilia Frank en donnent une explication mathématique rigoureuse et simple. L'effet Tcherenkov est produit par l'effet Compton, provoqué par les rayons gamma dus à la radioactivité, sur les électrons du milieu. Ces travaux leurs valent le prix Nobel de physique en 1958 « pour la découverte et l'interprétation de l'effet Tcherenkov ». L'effet Tcherenkov est devenu un instrument indispensable à la physique des particules. Il permet la construction de détecteurs de particules simples grâce auxquels on peut déduire la masse et la vitesse d'une particule.

## Distinctions et récompenses
- Prix d'État de l'URSS, trois fois, 1946, 1952 et 1977,
- Prix Nobel de physique en 1958,
- Héros du travail socialiste en 1984.